# Wolfgang Knaller
Wolfgang Knaller (Feldkirchen, 1961. október 9. –), osztrák válogatott labdarúgókapus.
Az osztrák válogatott tagjaként részt vett az 1998-as világbajnokságon.